# Денисенко Михайло Іванович (генерал-майор)
Михайло Іванович Денисе́нко (нар. 24 липня 1899 — 7 квітня 1949) — радянський військовик, учасник Другої світової війни, гвардії генерал-майор (1942), Герой Радянського Союзу (1943).

## Біографія
Народився 24 липня 1899 року на хуторі Тимченків (нині село Недригайлівського району Сумської області) в селянській родині. Українець. Закінчив неповну середню школу й розпочав трудову діяльність. У 1915 році працював на будівництві залізниці.

### Громадянська війна в Росії
У травні 1919 року призваний до лав Червоної Армії. Учасник громадянської війни в Росії. Був червоноармійцем 3-ї Лебединської караульної роти, запасного батальйону 8-ї радянської армії, 102-го стрілецького полку 12-ї стрілецької дивізії. Брав участь у боях проти військ А. І. Денікіна на Дону та на Донбасі. З грудня 1919 року — червоноармієць 45-ї стрілецької дивізії. Воював на півдні України проти військ С. Петлюри, Ю. Пілсудського, П. Врангеля. З листопада 1920 року — політрук роти у 420-ту й 397-му стрілецьких полках 47-ї стрілецької дивізії 14-ї армії. Член РКП(б) з 1920 року.

### Міжвоєнний період
У 1922 році закінчив 92-і Лебединські піхотні курси, а у 1925 році — Полтавську піхотну школу. З серпня 1925 по жовтень 1926 року — командир взводу 21-го стрілецького полку 7-ї стрілецької дивізії Українського військового округу. У 1927 році закінчив Військово-політичні курси імені Фридріхі Енгельса в Ленінграді. З липня 1927 року — політрук роти 73-го стрілецького полку 25-ї стрілецької дивізії.
З січня 1930 року — командир і батальйону в 119-ту стрілецькому полку 40-ї стрілецької дивізії Окремої Червонопрапорної Далекосхідної армії. У грудні 1935 року призначений командиром роти навчального батальйону 120-го стрілецького полку, а з квітня 1936 року — командир окремого розвідувального батальйону тієї ж дивізії.
З червня 1936 року — начальник штабу, а з серпня 1937 року — командир 1-го авіадесантного полку в складі 1-ї та 2-ї окремих Червонопрапорних армій на Далекому Сході. В грудні 1940 року призначений командиром 202-ї повітряно-десантної бригади.

### Німецько-радянська війна
З початком німецько-радянської війни полковник М. І. Денисенко продовжував командувати 202-ю повітряно-десантною бригадою. У грудні 1941 року призначений начальником курсів молодших лейтенантів Далекосхідного фронту.
З березня 1942 року — командир 9-го повітряно-десантного корпусу Московського військового округу. До початку серпня 1942 року на базі корпусу була сформована 36-та гвардійська стрілецька дивізія, яку очолив М. І. Денисенко.
Учасник німецько-радянської війни з серпня 1942 року. Воював на Південно-Східному, Сталінградському, Воронезькому, Степовому, 3-тю Українському фронтах. Дивізія під командуванням М. І. Денисенка відзначилась при обороні Сталінграда, на Курській дузі, під час форсування Дніпра.
27 листопада 1942 року отримав військове звання «генерал-майор».
З грудня 1943 року — командир 12-ї гвардійської повітряно-десантної дивізії (у січні 1945 року перетворена у 105-ту гвардійську стрілецьку дивізію) 38-ї армії 3-го Українського фронту. Брав участь у проведенні Віденської і Празької наступальних операцій.

### Повоєнні роки
По закінченні війни продовжував командувати 105-ю гвардійською стрілецькою дивізією.
З серпня 1946 року — старший інспектор Інспекції повітряно-десантних військ Головної інспекції сухопутних військ СРСР.
З листопада 1946 по вересень 1947 року — заступник командира 69-ї гвардійської стрілецької дивізії.
У грудні 1948 року закінчив курси удосконалення командирів дивізій при Військовій академії імені М. В. Фрунзе й був призначений на посаду командира 103-ї гвардійської повітряно-десантної дивізії Білоруського військового округу.
7 квітня 1949 року загинув під час виконання парашутного стрибка.

## Нагороди
Указом Президії Верховної Ради СРСР від 20 грудня 1943 року за зразкове виконання бойових завдань командування на фронті боротьби з німецько-фашистськими загарбниками та виявлені при цьому мужність і героїзм, гвардії генерал-майорові Денисенку Михайлу Івановичу присвоєне звання Героя Радянського Союзу з врученням ордена Леніна і медалі «Золота Зірка» (№ 1437).
Нагороджений двома орденами Леніна (20.12.1943, …), двома орденами Червоного Прапора (09.03.1943, 18.09.1943), орденами Суворова 2-го ступеня (01.11.1943), Кутузова 2-го ступеня (26.04.1945) і медалями.